# Faisal al-Fayiz
Faisal al-Fayiz (arabisch فيصل الفايز, DMG Faiṣal al-Fāyiz; * 1952 in Amman) ist ein jordanischer Politiker. Vom 25. Oktober 2003 bis zum 5. April 2005 war er jordanischer Premierminister. Sein Nachfolger wurde Adnan Badran.
Faisal al-Fayiz erwarb den Grad eines Bachelor of Arts (B.A.) in Politikwissenschaft an der Cardiff University, an der Boston University wurde er Magister für Internationalen Beziehungen.
Er hatte verschiedene Positionen im jordanischen Verteidigungsministerium inne und war Protokollchef am königlichen Hof. Bevor er Premierminister wurde, war er Minister für den königlichen Hof.
Faisal al-Fayiz ist verheiratet und hat drei Kinder.